# Гуарино Гуарини
Камило Гуарино Гуарини (на италиански: Camillo Guarino Guarini) е италиански архитект от XVII век, теоретик на архитектурата, автор на произведенията в сферата на математиката и философията, свещеник.
Завършва образованието си в Рим и е повлиян от Франческо Боромини. След различни пътувания е особено активен в Торино, Северна Италия, където става един от най-големите представители на Пиемонтския барок. Сред основните му творения са Параклисът на Светата Плащаница в Торинската катедрала, Палацо Кариняно и църквата „Сан Лоренцо“.

## Биография

### Ранни години
Гуарино Гуарини е роден в Модена на 17 януари 1624 г. в семейството на Раймондо Гуарини и Еуджения Марескоти. Завършва първоначалното си образование заедно с петимата си братя в родния си град, в къщата на редовите Театинските духовници на бул. „Канал Гранде“, непосредствено до бащиния му дом. Това е среда, наситена с научен кипеж, който благоприятства разпространението на архитектурната култура. Гуарини не е защитен от това влияние: следвайки стъпките на по-големия си брат Еудженио, през септември 1639 г. той влиза в Театинския орден. 
На 22 октомври 1639 г. се премества за новициат в манастира „Сан Силвестро ал Куиринале“ в Рим, където учи богословие, философия, математика и архитектура до 1647 г. По това време градът преживява голям артистичен плам, който събира известни художници като Пиетро да Кортона, Джовани Лоренцо Бернини и Франческо Боромини. Преди всичко делото на Боромини изиграва решаваща роля в художественото образование на младия Гуарини, който, въпреки че не декларира изрично признателността си към него, все пак има възможност да наблюдава строителните обекти на Сан Карло але Куатро Фонтане, Оратория на филипините и Сант'Иво ала Сапиенца.
През февруари 1645 г. Гуарини заминава за Венеция като гост на манастира „Сан Никола дей Толентини“, където успешно завършва богословските си изследвания и става иподякон. След като се завръща в Модена през 1647 г., на 17 януари 1648 г. той е ръкоположен за свещеник и одитор на Театинския дом. Това е служба, която на свой ред му печели надзора на работите по новия Дом на ордена и за църквата „Сан Винченцо“, започната през 1617 г. от Паоло Реджани и вече пред завършване, за която се предполага, че намесата на Гуарини в дизайна е хипотетична. В тази работа Гуарини си сътрудничи с архитекта от ордена Бернардо Кастанини, който го научава на основите на строителството, и с Бартоломео Аванцини, официален архитект на Франческо I д’Есте, и успява да завърши обучението си с директен опит на строителната площадка. Работите обаче продължават четири дълги години поради несигурните условия на стабилност на проекта на Аванцини, но преди всичко поради предполагаем недостиг на пари, които според някои се дължат на измамите на Гуарини (касиер на Ордена от 1650 г.) и на брат му Еудженио.

### Десетилетие на пътуване
През 1655 г., само на тридесет години, Гуарини е назначен за ректор на Дома на театинците в Модена, но е принуден да се откаже от позицията поради враждебността на бъдещия херцог Алфонсо IV д’Есте. След това Гуарини смята за подходящо да напусне, макар и неохотно, родния си град. Десетилетието между 1655 и 1666 г. се характеризира с пътувания, може би дори извън Италия, като той първоначално е ангажиран като учител по теология, философия и математика, а след това и като архитект. През този период има възможност да развие познанията си за различни архитектурни култури.
За този период документацията е много оскъдна и според по-новата историография хипотезата за пътувания до Прага, Лисабон и Испания се оказва неоснователна. Той със сигурност е бил първо в Парма, след това в Гуастала, където присъствието му е засвидетелствано през 1655 г., и за кратко се завръща в Модена, където вероятно пише трагикомедията La Pietà trionfante за семинаристите. През двугодишния период 1660-62, но вероятно още през 1657 г., той отива в Месина, където освен че преподава в училището на Театинците, развива своите математически и литературни интереси и отпечатва La Pietà trionfante през 1660 г., като се занимава с архитектура. В Месина вероятно създава първата си работа с проекта за завършване на църквата „Сантисима Анунциата“ и съседния Колеж на театинците, построен по-късно. Той също планира завършването на църквата „Сан Филипо Нери“. Всички сгради обаче са разрушени по време на земетресението през 1908 г.
През 1662 г., след кратка спирка в Модена през юни, за да бъде близо до умиращата си майка, Гуарини заминава за Париж през есента, където му е възложено да ръководи работите по театинската църква „Сент'Ан Ла Роял“, строежът на която вече е започната от Маурицио Валперга. Гуарини променя съществено проекта и, сред многото трудности, строи, без да го завърши, сградата, днес изгубена, бидейки окончателно разрушена през 1823 г. Във Франция архитектът има възможност да разшири знанията си, като проявява интерес към готическата архитектура, работата на Франсоа Мансар и изследванията на Жирар Дезарг върху проективната геометрия. Освен това в Париж Гуарини разделя времето си между интензивната си архитектурна дейност и редактирането на тома Placita philosofica physicis rationibus experientiis – монументален компендиум на неговите астрономически, философски, физически и метафизични знания; писанието, публикувано в Париж през 1665 г.; му носи голяма слава в религиозните среди и свидетелства за постоянството на неговите философски и научни изследвания.
По отношение на два други проекта на Гуарини извън Италия – Санта Мария да Алтьотинг в Прага и Санта Мария дела Дивина Провинденца в Лисабон, които вече не съществуват, не е ясно дали са включвали пътувания до Иберийския полуостров и Централна Европа, а периодът на планирането им също е несигурен.

### В Торино
Гуарини изоставя Париж и строежа на Сент'Ан ла Роял през октомври 1666 г. след спорове относно икономическото представяне на строителната площадка с театинеца Камило Сансеверино. Той пристига в Торино на 4 ноември 1666 г., изпратен от Генералния отец на театинците, за да ръководи ремонтните работи на църквата „Сан Лоренцо“. Сградата е замислена с централен осмоъгълен план, с изпъкнали страни и елипсовиден презвитерий, разположен напречно, който въвежда главна ос в композицията; пространството на долното ниво се определя от наличието на големи серлиани, които ограничават страничните параклиси, докато покривът е съставен от купол с ребра, които се преплитат, за да образуват осмоъгълника, върху който лежи фенерът. Във всеки случай Гуарини много бързо става торинец по призвание, дотолкова че името му е неразривно свързано с този град.

#### Параклис на Светата Плащеница
След като установява незабавно разбирателство със Савоя-Каринян, Гуарини получава лиценза на „Инженер за фабриката на параклиса на Светата плащеница с пълно отличие... и със заплата от хиляда сребърни лири по двадесет пари всяка година, за да започне в началото на януари на текущата година“. Още в предходния век Пелегрино Тибалди и Карло ди Кастеламонте са проектирали параклис за съхранение и изложение на Светата плащеница. След това задачата е поверена през 1657 г. на архитекта от Тичино Бернардино Куадри, чийто проект обаче е незабавно отхвърлен поради някои технически трудности. Гуарини създава параклис, разположен в апсидата на Торинската катедрала, в контакт с Кралския дворец. Върху цилиндричното тяло той присажда три ребра, които поддържат барабана, където шест големи прозореца се редуват с изпъкнали ниши; самият купол се определя от ребра, които се преплитат, раздробявайки повърхността на купола и от светлината, разпръсната през множество прозорци, които любопитно излизат от външната страна на конструкцията, където барабанът е затворен от криволичеща линия, която обхваща големите прозорци. Увенчаването, получено чрез прогресивното намаляване на използваните концентрични елементи, е с голяма оригиналност. През 1997 г. сградата е силно повредена от пожар, поради което е подложена на особено трудна реконструктивна реставрация, която приключва през 2018 г.

#### Години на кипеж
През 1671 г. Гуарини прави кратък престой в родната си Модена, но със задължението да се върне в Торино; за да гарантира това задължение, той оставя ръкописа на Euclides adauctus et methodicus mathematicaque universalis  – обобщение на неговите изследвания в математическата и геометрична област, в Торино. Със завръщането му в Модена през 1672 г. твърдата опозиция на двора на Есте внезапно стихва, до такава степен че Франческо II д’Есте оказва натиск върху архитекта да го убеди да се върне в родния си град: все пак Гуарини, взет от строителните площадки на Сан Лоренцо и Параклиса на Светата плащеница, отказва предложението, продължавайки да служи на Савойския двор.
По същото време в издателската област Гуарини работи върху съставянето на Il modo di Misura le fabriche (1674) – ръководство за улесняване на изчисляването на повърхности и обеми, и Coelestis mathematica – компендиум от неговите астрономически изследвания, публикувани посмъртно, предлагайки също сътрудничеството си за начинанието на Theatrum Statuum Sabaudiae. Строежът на църквата на Непорочното зачатие и на Дома на театинците „Сан Винченцо“ в Модена, и двата открити през 1675 г., както и задачата за обновяване на феодалния замък на Емануил Филиберт Савойски-Каринян в Ракониджи, възложена му през 1676 г., също датират от този период.
През 1679 Гуарини е буквално затрупан с поръчки: през тази година, една от най-плодотворните и трудоемки в неговото съществуване, той всъщност участва в изготвянето на проектите за църквата „Сан Филипо Нери“ в Торино, за Йезуитския колеж на благородниците на Пиаца Сан Карло и преди всичко за Палацо Кариняно и Палацо Мадама. Палацо Кариняно, с известната си фасада с извито централно тяло, представлява най-важната строителна работа на Гуарини от този период: строителната площадка е започнала през август 1679 г. и е завършена едва след смъртта на Гуарини. От 1679 г. нататък той ръководи строителството на църквата „Сан Филипо Нери“, започнало през 1675 г. по проект на Антонио Бетино. Гуарини проектира свещено пространство с надлъжен план, с три купола в редица над главния кораб.

#### Последни години
Междувременно Гуарини е назначен за богослов в дома на Емануил Филиберт Савойски на 9 юни 1680 г. с годишна заплата от четиристотин лири: това е дълг на благодарност за десетилетията му дейност в служба при Савоя и за способностите му, демонстрирани в дизайна на Параклиса на плащеницата. По-нататъшно завръщане в Модена през 1680 г. отново предизвиква спора между Модена и Торино за осигуряване на работата му, докато не получи окончателно позволение от Савойския двор. През февруари 1683 г. той отива в Милано, за да редактира тома Coelestis mathematicae pars prima et secunda, публикуван посмъртно. Подобна съдба има и Architettura civile – архитектурен трактат, който илюстрира архитектурните принципи на автора, а също така документира с гравюри нереализираните проекти и изчезналите сгради, чието editio princeps датира от 1737 г. На теоретично ниво често се отбелязва, че трактатът на Гуарини е един от първите изрази на интерес към Готиката след дълъг период на липса на интерес.
Умира при неопределени обстоятелства в Милано на 6 март 1683 г. на 59 г.

## Стил
Марио Лабо определя стила на Гуарини по следния начин:
| „ | В Торино Гуарини представлява оригинално италианско течение, което контрастира с френските тенденции, които вече процъфтяват в Пиемонт. В неговото изкуство можем да открием готически остатъци, смесени с испано-мавритански приноси, взети от Сицилия и Испания, ако Гуарини някога е бил там, от които особено произлизат неговите ажурни куполи. Неговият монументален пластичен усет е абсолютно оригинален, откровен бунтар на използваната метрика и нетърпелив изследовател на нови ритми и форми. Някои изтънчени геометрични виртуозности биха могли да бъдат измислени само от учен като него, математик и астроном, и такъв геометър, който може да се счита за предшественик на Монж в полагането на основите на проективната геометрия. Влиянието на Гуарини бе много голямо и трайно; извън Италия, особено в Бохемия и Франкония | “ |
| Mario Labò, Guarino Guarini, in Enciclopedia Italiana, Roma, Istituto dell'Enciclopedia Italiana, 1933 | |   |

Според изкуствоведа Джулио Карло Арган:
| „                                                                                | Идеята на Бернини (въображението, което се реализира) се превръща в Гуарини в идеята за хипотезата, която се проверява, и тя се проверява в човешката дейност в една техника: но техника, която, като по-скоро изследване, отколкото прилагане, е много подобна на техниката на Боромини. Най-накрая Гуарини е този, който успява да диалектизира противоположните позиции на Бернини и Боромини; и да се присъединят, във време, когато въпросът за технологията се очертава като основен за европейската култура, две противоположни етично-религиозни концепции за технологията. ... Вижте голата структура на неговите куполи: все по-стегнат ритъм от криволинейни сегменти, изстреляни в празното пространство, миг на равновесие, „по чудо“ спрян. Това е мигът, в който математическите изчисления съвпадат с пътя на въображението, който се стреми към Бог, мигът, в който логиката съвпада с вярата, мигът, в който Бог се проявява в мисълта и работата (сега неразделни) на човека. Следователно техниката е „поводът” за проявлението на божествената логика в човека; и тъй като законът на божествената логика е чудото, архитектурата е логично и техническо чудо... В историята на архитектурата Гуарини има заслугата да изясни окончателно случай, ... предвиден от Боромини...: архитектурната форма не се определя от „априорна“ концепция за пространство, но сама по себе си е детерминанта на пространството или, по-точно, на образите на пространството... Следователно това е краят на всички класически типологии, които не са нищо повече от схеми на пространствени структури; и началото или предшественикът на модерната архитектура | “ |
| Giulio Carlo Argan, Storia dell'arte italiana, vol. 3, Sansoni, 1970, с. 372-374 | |   |

## Творчество

### Църква „Сантисима Анунциата“ (Месина)
С тази сграда в Месина, която вероятно е първото от неговите творения, Гуарини ефективно въвежда Барока в Сицилия, за голямо недоумение на неговите съвременници. Проектът му трябва да вземе предвид съществуващо тяло, което трябва да бъде завършено, и различната ориентация на външното пространство, така че фасадата представя необичайно завъртане, разрешено с въвеждането на камбанария в асиметрична позиция, вмъкната в клина, който е създаден. Фасадата с различни насложени поръчки, с пирамидална форма и вълнообразна повърхност ще бъде модел за много сицилиански църкви от XVIII век. Интериорът на църквата се характеризира с купол, който предшества тези, построени по-късно в Торино.
Също така за Месина той проектира Църквата на Отците сомаски с шестоъгълен план, който остава на ниво дизайн и е известна благодарение на гравюрите на неговия трактат Architettura civile. Проектът изглежда предвижда големите оребрени куполи, построени по-късно от Гуарини в Торино, макар че датирането на проекта към 1660 - 1662 г. не изглежда сигурно и може да бъде по-късно.

### Църква „Сан Лоренцо“ (Торино)
Между 1668 и 1687 г. той създава църквата Сан Лоренцо за театинците с централен осмоъгълен план, с изпъкнали страни и елипсовиден презвитерий, разположен напречно, който въвежда главна ос в композицията; пространството на долното ниво се определя от наличието на големи серлиани, които ограничават страничните параклиси; покривът е изграден от купол с ребра, които се преплитат, за да образуват осмоъгълника, върху който лежи фенерът.

### Кралски замък в Ракониджи
По искане на Емануил Филиберт Савойски-Каринян Гуарини е натоварен да извърши първата, радикална трансформация на средновековната крепост Ракониджи във ваканционна вила. Започвайки от 1676 г., той създава новата фасада и стълбището на северната фасада на замъка в Ракониджи и планира изграждането на два павилиона с покриви на пагоди. През 1681 г. обаче той допълнително разширява резиденцията, като покрива средновековния двор на замъка, създавайки нова вътрешна зала, която при последвалото преустройство от XVIII век става Зала на Херкулес. Следи от работата му в интериора могат да бъдат намерени и днес в залите на Китайския апартамент (камини и корниз) и в Залата на Диана (камини).

### Палацо Кариняно
Палацо Кариняно в Торино, издигинат през 1679 г., следва U-образен план, който представя монументална фасада. Нейният дизайн се отличава с редуването на вдлъбнати секции с изпъкнали части в конфигурация, вероятно вдъхновена от проектите на Джовани Лоренцо Бернини за двореца Лувър и в замъка Во льо Виконт, но също така и на Оратория на филипините на  Франческо Боромини. Влиянието на Боромини е видимо в сканирането с пиластри на фасадата и в използването на експонирана тухла, третирана като пластичен и формован материал.

### Други работи в Италия
Църквата „Санта Мария ин Арачели“ във Виченца, датираща между 1675 и 1680 г., е приписвана на Гуарини след проучвания на Паоло Портогези. Тя има план с двойна елипса, в който пръстен от колони ограничава пълен  деамбулаторий около централното пространство, вътре в което четири колони се отделят, образувайки правоъгълник, поддържащ четири арки, върху който лежи сегментиран купол, инервиран от осем ребра.
Проектът на църквата на Непорочното зачатие в Торино, построена между 1675 и 1697 г., се приписва на него, но това се основава само на стилистични елементи на религиозната сграда, тъй като няма документални доказателства за участието на Гуарини. И в случая с църквата „Санта Мария ди Лорето“ в Монтанаро (1680) приписването се основава на стилистични елементи, докато документалните свидетелства, докладвани от историк от XIX век, вече са загубени.

### Други проекти
След „Сан Лоренцо“ Гуарини проектира други църкви с централен план и купол, които не са построени (Сан Гаетано в Ница Монферато, Сан Филипо в Казале Монферато, Сан Гаетано във Виченца) и други с надлъжен план. Той създава други произведения извън Торино, които сега са изгубени:
- Сент'Ан Ла Роял в Париж (1662 ), параклис на театинците с централен план; той е остро критикуван от френските класици , остава недовършен и впоследствие разрушен.
- Санта Мария да Алтьотинг в Прага (1679), по-късно разрушена,
- Санта Мария дела Дивина Провиденца в Лисабон (може би между 1679 и 1681), разрушена от земетресение, характеризираща се с изключително пластично и вълнообразно вътрешно пространство, в което вътрешните колони се пресичат от усукани пиластри .

### Публикации

#### „Гражданска архитектура“
Въпреки че много от архитектурните произведения на Гуарини са изчезнали, през 1737 г. посмъртно се появява работата Architettura civile („Гражданска архитектура“) – архитектурен трактат, който илюстрира архитектурните принципи на автора и също така документира нереализирани проекти и изчезнали сгради с гравюри. На теоретично ниво често се отбелязва, че трактатът на Гуарини е един от първите изрази на интерес към „готиката“ след дълъг период на липса на интерес. Публикуването на трактата, написан през последната четвърт на XVII век, е извършено от последовател и почитател на неговото творчество, арх. Бернардо Антонио Витоне.

#### Неархитектурни творби
През 1674 г. той публикува в Торино трактата Modo di misurare le fabbriche, което показва неговия интерес към останките на класическото изкуство. Гуарини също така пише поредица от трактати по математика, както на латински, така и на италиански, включително Euclides adauctus за дескриптивната геометрия, който е един от първите текстове в Италия по тази тема.
През 1665 г. той публикува математическо-философския трактат Placita Philosophica в Париж, който защитава тезата за геоцентричната система на Вселената срещу теориите на Николай Коперник и Галилео Галилей. В областта на астрономията той също публикува три трактата: Compendium of the celestial sphere (1675), Leges temporum et planetarum (1678) и последния му compendium Coelestis mathematicae в две части (1683, публикуван посмъртно). 
Сред произведенията от литературен и философски характер са La pietà trionfante, tragicommedia morale от 1660 г.
- Euclides adauctus et methodicus.   Augustae Taurinorum, typis Bartholomaei Zapatae bibliopolae SRC, 1671.
- Compendio della sfera celeste.   Torino, Giorgio Colonna, 1675.
- Leges temporum, et planetarum quibus civilis, et astronomici temporis lapsus primi mobilis, et errantium decursus ordinantur atque in tabulas digeruntur ad longitudinem Taurinensem gr. 30.46' et latitudinem gr. 44.49'.   Augustae Taurinorum, ex typographia haeredum Caroli Ianelli, 1678.
- Caelestis mathematica. Т. 2.   Mediolani, ex typographia Ludovici Montiae, 1683.

## Теория на светлината
Гуарини посвещава важни страници от Placita Philosophica на теорията за светлината. Според него светлината е субстанция, а не случайност, както иска Аристотел; това е безкрайно делима физическа единица и е снабдена със скорост; тя се разпространява според определена скорост във всяка посока, със закон за намаляване на интензитета, който, въпреки че може да варира в зависимост от пресичаната среда, обаче е свързан с много точна пропорция и е поставен във връзка с разстоянието; светлината е чужда както за излъчващите, така и за приемащите тела; присъствайки навсякъде, както в най-ярките части, така и в сенчестите области, това е вещество, което прониква в цялата вселена; тя се разпространява от светещото тяло, следвайки сферична обвивка, в която се събират вълните, излъчвани от отделните частици, и се разширява неограничено с прогресивно разреждане; в съвременните условия светлинната енергия се запазва. Значението на тази част от линията може да бъде наистина забележително: изглежда, че предвижда принципа на Хюйгенс-Френел (Traité de la Lumière, депозиран в Академията на науките в Париж през 1678 г.), наречен „на обвивката на вълните“; и вълновата теория на светлината, формулирана от Хюйгенс, изглежда вече се съдържа в интуицията на Гуарини.